# Horologium Mirabile Lundense

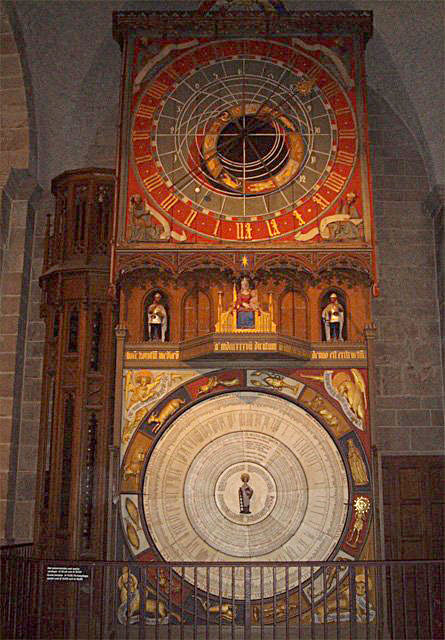
Lunds domkyrkas astronomiska ur.

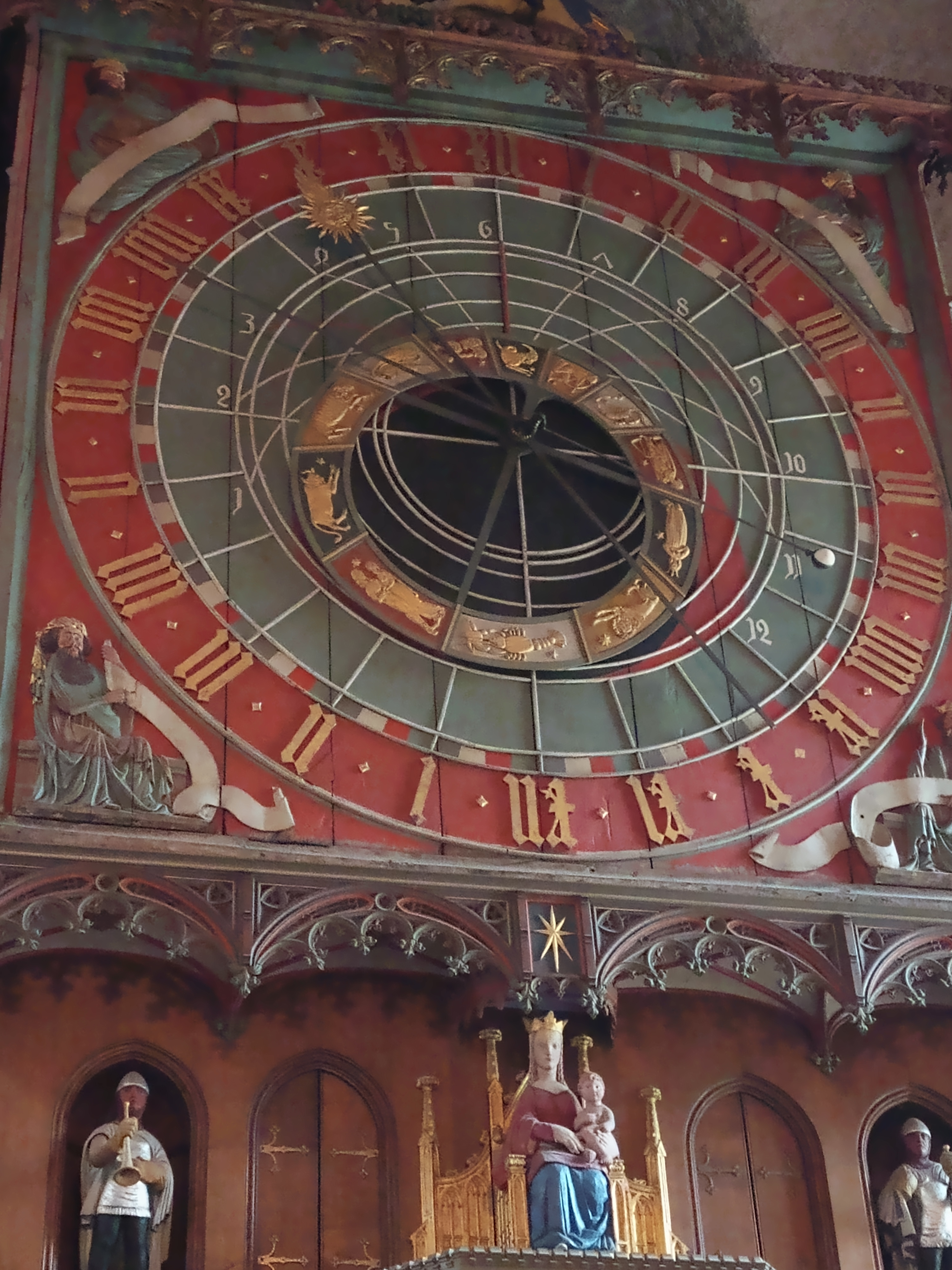
Den övre urtavlan klockan 09:44 den 15 februari 2025. Som synes är månen under horisonten då månpunkten (skärningspunkten mellan månvisaren och zodiakvisarens yttre rand) ligger i det röda området.

Horologium mirabile Lundense är ett astronomiskt ur i Lunds domkyrka. 

## Allmänt
I Lunds domkyrka finns ett astronomiskt ur, Horologium Mirabile Lundense, som både dendrokronologiskt, stilhistoriskt och arkivaliskt kan dateras till 1422–25, dvs då drottning Filippa var riksföreståndare i Sverige, Danmark och Norge. Det finns en detaljerad beskrivning av uret från 1580-talet då det fortfarande fungerade, men under 1600-talet gick det i stå och ersattes av andra mer tidsenliga ur, medan det fortsatt fick stå kvar och betraktades med viss vördnad. Slutligen revs det ned 1837. Under 1900-talets två första decennier rekonstruerades uret av Julius Bertram-Larsen och Theodor Wåhlin, då den ursprungliga urtavlan åter kom i bruk liksom två av de tre viktiga kugghjulen i visarverket (kugghjulen för ekliptikavisaren och solvisaren). De ursprungliga delarna av mittpartiet liksom ramen omkring den nedre urtavlan med kalendariet som finns på domkyrkomuseet kopierades omsorgsfullt av Malmöskulptören Anders Olson.
Uret ingår i en grupp senmedeltida astronomiska praktur som förekommer i Hansastäderna i norra Tyskland och Polen, och som ingående har studerats och beskrivits av den tyska forskaren Manfred Schukowski. Han har i de bevarade hjulen i visarverket funnit en mekanisk finess som så att säga är Rostockurmakaren Nicolaus Lilienvelds signatur. Förutom dessa två kugghjul finns även ett ursprungligt kronhjul till kalendertavlan samt alla tre visare till den ursprungliga urtavlan bevarade. Det nuvarande urverket är från 1706, hopmonterat av Bertram-Larsen som också bytte ut vissa skadade delar och dessutom skapade geniala lösningar för kalenderverket och vissa monteringar.
Horologium mirabile Lundense konstruerades omkring år 1380 och återfinns i Lunds domkyrka. Efter att ha varit i förvar sedan 1837 restaurerades den och återfördes till sin plats 1923. Efter restaureringen avtäcktes uret den 17 september 1923 under högtidsgudstjänsten för domkyrkans 800-årsjubileum och spelade för första gången när klockan blev 12.
Ovanpå klockan finns det två riddare som markerar timmarna. Klockans övre del är den astronomiska klockan. Den visar bland annat månens olika faser och när solen går ner. 
Klockans nedre del är en kalender. Med hjälp av den kan man bland annat beräkna när olika rörliga religiösa helgdagar kommer att infalla, och på vilken veckodag ett visst datum kommer att infalla. I mitten av kalendern står Sankt Lars, katedralens skyddshelgon, och vid hans sida symbolerna för de fyra evangelisterna. Klockans nuvarande tavla går från 1923 till 2123, varefter en ny kommer att behövas så att klockan fortfarande kan användas. 

## Urtavlan
Den övre delen utgör det astronomiska uret som visar aktuell tid, solens och månens positioner på himlavalvet och i zodiaken (djurkretsen), liksom tider för uppgång och nedgång för solen och månen. Även månens fas och de så kallade soltimmarna kan avläsas.
Urtavlan är indelad i 24 timmar med middagstid klockan 12 högst upp och midnatt klockan 24 längst ned. Solvisaren med solsymbol och Guds finger går ett varv på exakt 24 timmar och pekar mot aktuell tid; den andra änden av visaren kan användas för noggrannare avläsning då varje timme är indelad i fyra kvarttimmar. 
Man kan betrakta urtavlan som en avspegling av den geocentriska världsuppfattningen med Lund i mitten av tavlan i en stereografisk projektion av himlakropparna. Söder motsvarar då den översta punkten vid klockan 12, norr av den nedre punkten vid klockan 24, öst och väst motsvarar klockan 6 respektive 18. Man bör föreställa sig att man betraktar uret mot söder – då kan man lätt bedöma solens och månens positioner.
Månvisaren har en kula längst ut och går ett varv på 24 timmar, 50 minuter och 28 sekunder. Kulans ena halva är svart medan den andra är ljus och eftersom kulan roterar ett varv på 29.5 dagar (månens synodiska omloppstid) kan den aktuella månfasen avläsas. Likaså lämnar mån- och solvisarnas inbördes positioner besked om månfasen: vid nymåne sammanfaller de två visarna i samma riktning och även vid fullmåne befinner sig de två visarna i en rak linje men då i motsatt riktning.

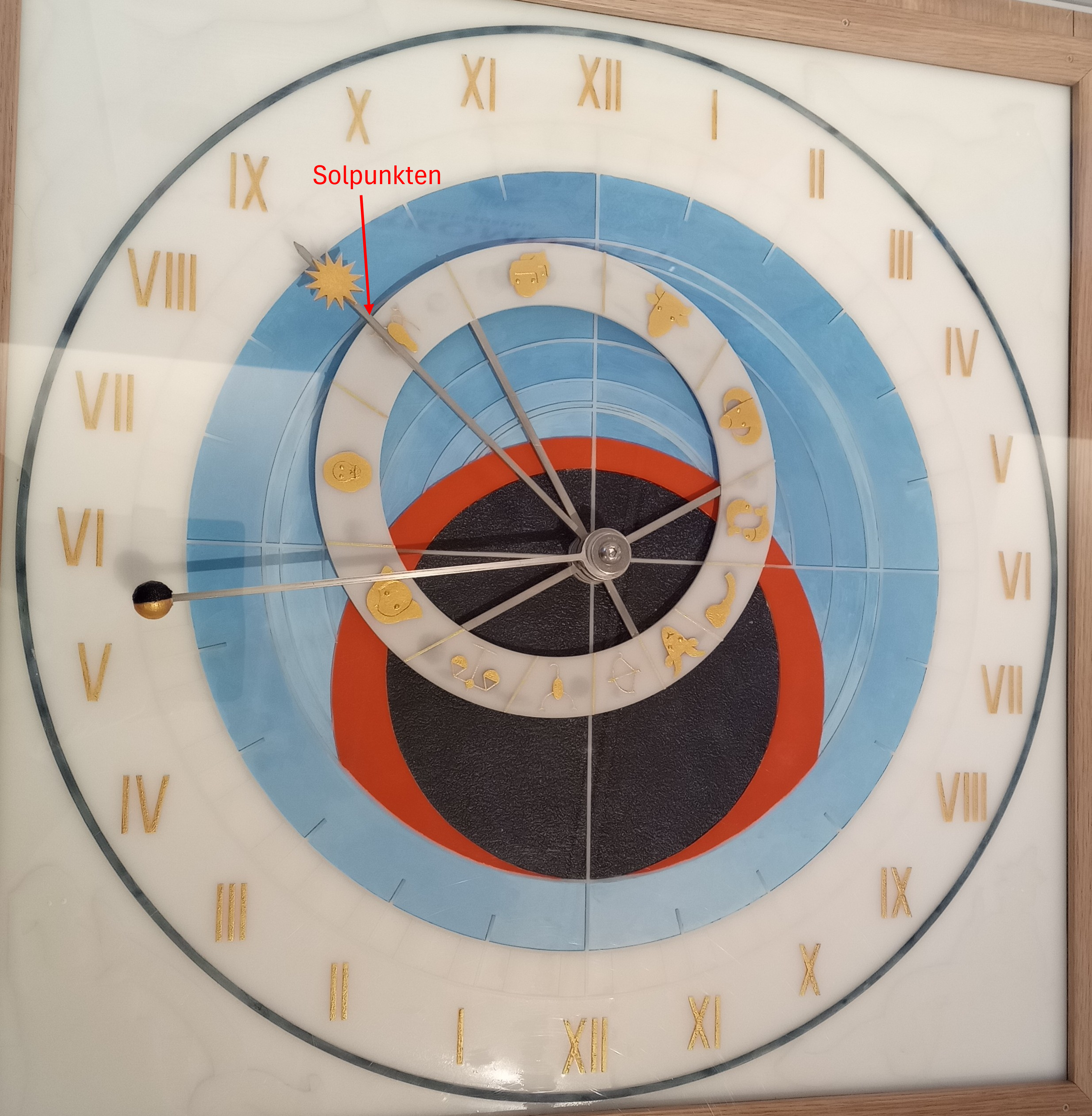
Förenklad modell av det astronomiska uret i Domkyrkoforum, Lund. Solpunkten (skärningspunkten mellan solvisaren och zodiakvisarens yttre rand) ligger vid den yttersta vita ringen. Det betyder att det är nära sommarsolståndet. Månen har nyligen gått upp

Den tredje visaren är den ringformade zodiakvisaren som gör ett varv på 23 timmar, 56 minuter och 4 sekunder. Dess ytterkant motsvarar ekliptikan, den bana solen synes ta under ett år. Eftersom jordaxeln lutar i förhållande till ekliptikan är zodiakvisaren placerad excentriskt på urtavlan. Visaren är indelad i de tolv stjärntecknen där varje stjärntecken utgör 30 grader på såväl urtavlan som i himlavalvet. Zodiakvisaren går 4 minuter långsammare än solvisaren varje dag varför solvisaren passerar samtliga stjärntecken under ett år.
Skärningspunkten mellan solvisaren och zodiakvisarens ytterkant kallas för solpunkten, medan månpunkten är motsvarande skärningspunkt för månvisaren. Solens och månens aktuella positioner visas av solpunkten respektive månpunkten. Sol-och månpunkterna visar sålunda himlakropparnas höjd på himlen, deras position i horisontalplanet (väderstrecket) samt deras stjärntecken .

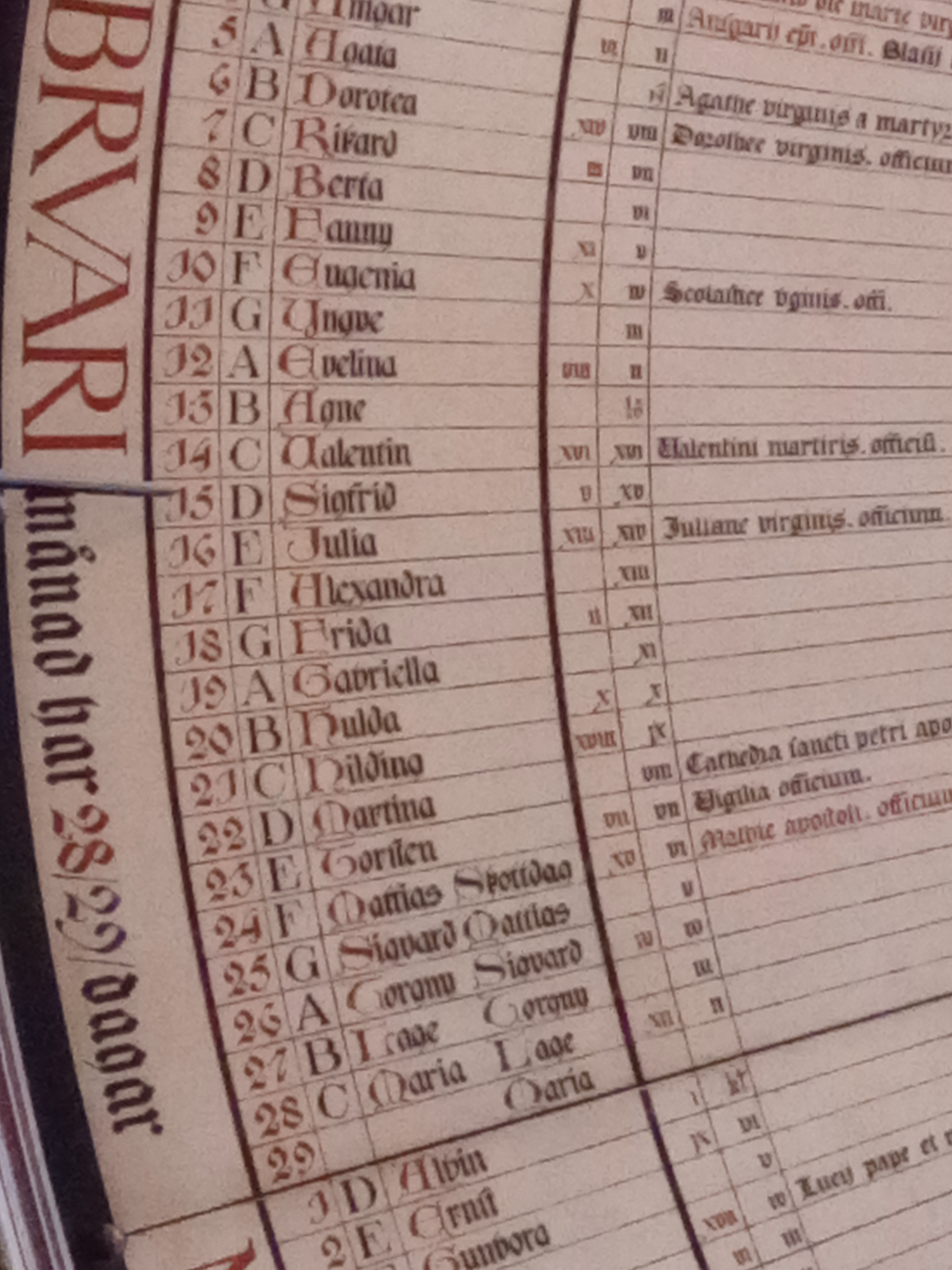
Kalendern i kalendariet.

Urtavlan innanför ringen med klockslagen är indelas i tre fält:  svart, rött och blått. De motsvarar den mörka natten, gryningen/skymningen (0 - 18 grader under horisonten) och den blå himlen. Det innebär att gränsen mellan det röda och det blå motsvarar Lunds horisont. Om solpunkten befinner sig i det blåa fältet är det sålunda ljus dag i Lund. Vid soluppgången lämnar solpunkten det röda bågen för den blåa himlen. Solpunkten fortsätter över den blåa himlen, visaren står rätt upp vid 12:00, och solpunkten når det röda bågen vid solnedgången. Motsvarande gäller för månpunkten som visar månens position.
Det bör noteras att månens bana avviker med 5 grader i förhållande till ekliptikan varför dess upp-och nedgång kan enbart ungefärligen avläsas från uret.
Runt urtavlans mitt finns sju vita koncentriska cirklar. De visar solpunktens (dvs solens) bana under ett dygn vid olika tillfällen under året. Den innersta cirkeln visar solpunktens bana under ett dygn vid vintersolståndet omkring 22 december, medan den yttersta cirkeln motsvarar solens bana vid sommarsolståndet omkring 22 juni. Den mittersta (4:e) cirkeln representerar både vår- och höstdagjämning. Exempelvis visar den näst innersta ringen början av såväl Vattumannens (21 januari) och Skyttens (21 november) vändkretsar. Mitt mellan två ringar är det omkring den 5:e i månaden. Här kan man notera det faktum att det är enbart vid vår- och höstdagjämning som solen går upp exakt i öster (skärningspunkten mellan urtavlans vita horisontella linje mellan 06:00 och 18:00, gränsen mellan gryning och dag, och den 4:e koncentriska ringen).
På urtavlan finns även tolv vita bågar numrerade 1 till 12 med arabiska siffor och utritade mellan sommar- och vintersolståndens ringar. Dessa anger soltimmarna, även kallade temporaltimmarna, där varje soltimme motsvarar en tolftedel av den ljusa dagen, från soluppgång till solnedgång. Vid midsommar i Lund är en soltimme 87 minuter medan den är enbart 32 minuter vid vintersolståndet. Aktuell soltimme avläses vid solpunkten, skärningspunkten mellan solvisaren och zodiakvisarens yttre rand.

## Kalendariet
Den nedre delen är kalendariet med uppgifter om varje dag mellan 1923 och 2123. Det är indelat i två avdelningar: den yttre delen med kalenderuppgifter för varje dag under ett år, samt den inre delen med tabellen med uppgifter specifika för ett givet år. Dagens datum visas av Kronos pekpinne till vänster; urtavlan flyttar sig en dag varje midnatt.

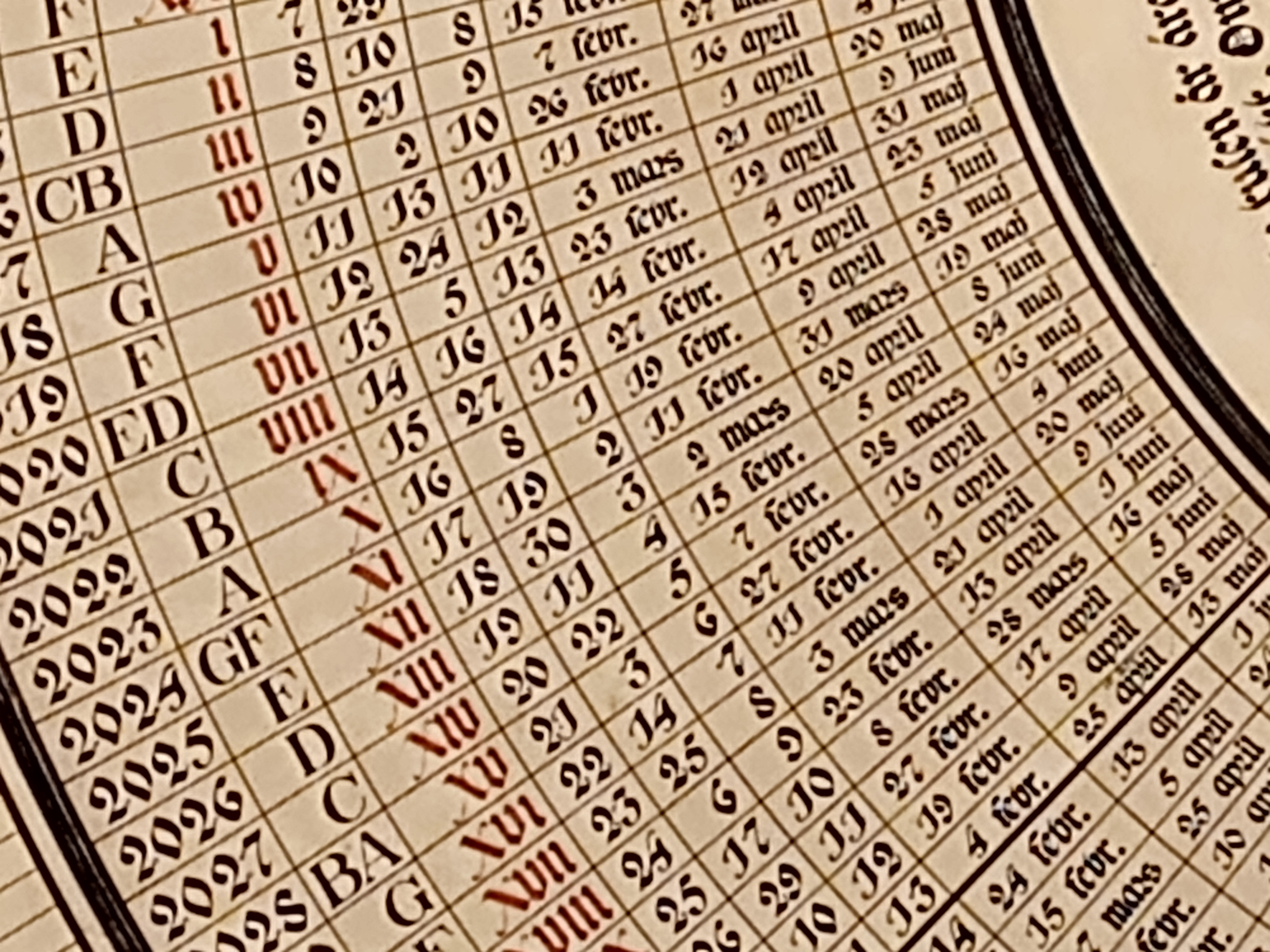
Tabellen i kalendariet.

### Kalendern
1. Månad.
2. Dagens datum.
3. Söndagsbokstav från A till G (se nedan).
4. Namnsdag (enligt 1923 almanacka)
5. Dagens gyllental vissa dagar, i röd färg (se nedan).
6. Datumräkning enligt det romerska kalendersystemet (se nedan).
7. Eventuella helgonfester.

### Tabellen
1. Årtal (1923 – 2123).
2. Söndagsbokstav, A till G (se nedan).
3. Gyllental, I till XIX, i röd färg (se nedan).
4. Ordningstalet i solcykeln, 1 till 28 (se nedan).
5. Epakter anger med en siffra hur många dagar gammal månen är 1 januari (dagar mellan förra årets sista nymåne och 1 januari).
6. Indiktionscykeln, 1 till 15 ( se nedan)
7. Datum för fastlagssöndag (söndagen före början av fastan)
8. Datum för påsksöndagen.
9. Datum för pingstsöndagen.

### Söndagsbokstav, A till G
Denna bokstav används för att bestämma veckodagen för exempelvis 15 februari 2025. I tabellen framgår att året 2025 har söndagsbokstav E vilket betyder att alla söndagar under detta år har denna söndagsbokstav i kalendern. I tredje fältet i kalendern framgår att det närliggande 16 februari har söndagsbokstaven E vilket innebär att 15 februari måste vara en lördag.
Skottår har två söndagsbokstäver; den första gäller till och med skottdagen 29 februari, medan den andra gäller för resten av året.

### Gyllental, I till XIX
Månfasen kan beräknas från gyllentalet som i tabelldelen anger årets ordningsnummer i Metons 19-åriga cykel. Denna cykel återspeglar att månfasen för någon viss dag av ett visst år måste vara densamma som månfasen för samma datum 19 år före eller efter det ifrågavarande året. Astronomisk nymåne infaller under de av årets dagar som har detta ordningsnummer i kalendern.
Exempelvis 15 februari 2025: Årets gyllental XII avläses från tabellen. I kalendern finner vi att 29 januari har detta gyllental och därför nymåne. Tiden mellan två nymånar är 29.3 dagar (den synodiska månaden) varför fullmåne inträffar omkring 15 dagar efter nymåne. Slutsatsen är då att 15 februari är enbart några dagar efter fullmåne men i avtagande.

### Datumräkning enligt det romerska kalendersystemet
Enligt den romerska kalender var varje månad avgränsade i tre perioder genom dagarna Kalends, Nones och Ides.
- Kalends – den första dagen i månaden
- Nones – den 5:e i månaderna januari, februari, april, juni, augusti, september, november och december. Den 7:e dagen i mars, maj, juli och oktober.
- Ides - den 13:e dagen i månaderna där Nones inföll på dag 5 och 15:e dagen i de månader då Nones inföll dag 7.

En viss dag angavs som antalet dagar fram till (inte efter) en av dessa tre dagar. Den 2 april, en månad där Nones inträffar den 5:e, betecknades sålunda som dag fyra före Nones (”ante diem quartum Nonas”); man räknade alltid med själva Nones-dagen.
I det astronomiska uret anges dagarna Kalends, Nones och Idus med K, N och I. De övriga dagarna anges med romerska siffror.

### Ordningstalet i solcykeln, 1 till 28
Eftersom 365 inte är jämnt delbart med 7 kommer veckodagarna inte att infalla på samma datum år efter år. Dessutom infogas en skottdag vart fjärde år. Detta medför att det är först efter 28 år (7 x 4) som samtliga veckodagar infaller under samma datum som ifrågavarande år. Årets ordning i denna cykel anges med detta tal mellan 1 och 28, ett tal som har använts för att beräkna datum för påskdagen. I tabelldelen framgår t.ex. att 2025 har ordningstal 18.

### Indiktionscykeln, 1 till 15
Ordningen i den 15-åriga indiktionscykeln kallas även romerskt skattetal och användes ofta under medeltiden för tidsbestämmelse. Det har ingen astronomisk bakgrund. För att erhålla indiktionen för ett givet år adderas 3 till årtalet och summan divideras med 15, resten är den sökta indiktionen.
Exempel 2025:
1. (2025+3)/15 = 135,2
2. Subtrahera heltalet från 135,2:  Då fås 0,2
3. Multiplicera 0,2 med 15. Då fås 3 som årets indiktion.

## Orgeln
När uret spelar kan man höra In dulci jubilo från kyrkans minsta orgel samtidigt som sju träfigurer, föreställande stjärntydarna och dessas respektive tjänare, passerar domkyrkans ena skyddshelgon Maria med Jesusbarnet. Uret spelar två gånger om dagen, klockan 12.00 och 15.00 varje dag, förutom söndag då den tidigare spelningen sker 13.00 för att inte störa högmässan. Orgeln i uret är byggd 1923 av Imanuel Starup i Köpenhamn. Orgeln har två stämmor som spelar varsin stämma i det tvåstämmiga arrangemanget på In dulci jubilo. Diskantstämman är Oboe 8’ och har piporna a0, h0, c1, d1, e1, f1, g1 och a1. Basstämman är Clarinette 8’ och har piporna c0, d0, e0, f0, f#0, g0, a0, h0, c1, d1. Totalt 18 pipor.